# Adrian Dunbar
Adrian Dunbar (Enniskillen, 1º agosto 1958) è un attore irlandese.

## Filmografia parziale

### Cinema
- Gunbus... e divennero eroi (Sky Bandits), regia di Zoran Perisic (1986)
- Unusual Ground Floor Conversion, regia di Mark Herman (1987)
- Un mondo a parte (A World Apart), regia di Chris Menges (1988)
- L'irlandese (The Dawning), regia di Robert Knights (1988)
- Il mio piede sinistro (My Left Foot: The Story of Christy Brown), regia di Jim Sheridan (1989)
- Dealers, regia di Colin Bucksey (1989)
- Il mistero di Jo Locke, il sosia e miss Britannia '58 (Hear My Song), regia di Peter Chelsom (1991)
- Playboys - Donnaioli (The Playboys), regia di Gillies MacKinnon (1992)
- La moglie del soldato (The Crying Game), regia di Neil Jordan (1992)
- Tre vedove e un delitto (Widows' Peak), regia di John Irvin (1994)
- Intrigo perverso (Innocent Lies), regia di Patrick Dewolf (1995)
- The Near Room, regia di David Hayman (1995)
- Riccardo III (Richard III), regia di Richard Loncraine (1995)
- The General, regia di John Boorman (1998)
- Last Orders, regia di Francis Delaney (2000)
- The Wedding Tackle, regia di Rami Dvir (2000)
- Wild About Harry, regia di Declan Lowney (2000)
- Come Harry divenne un albero (How Harry Became a Tree), regia di Goran Paskaljevic (2001)
- Shooters, regia di Glenn Durfort e Colin Teague (2002)
- Triggermen, regia di John Bradshaw (2002)
- The Measure of My Days, regia di Caradog W. James (2003)
- Mickybo & Me, regia di Terry Loane (2004)
- Against Nature, regia di Jon Story e Antony Zaki (2005)
- Un delfino per amico (Eye of the Dolphin), regia di Michael D. Sellers (2006)
- The Last Confession of Alexander Pearce, regia di Michael James Rowland (2008)
- Act of God, regia di Sean Faughnan (2009)
- All the Way Up, regia di David Jason (2010)
- Hideaways, regia di Agnès Merlet (2011)
- Mother's Milk, regia di Gerald Fox (2011)
- Good Vibrations, regia di Lisa Barros D'Sa e Glenn Leyburn (2012)
- Il segreto (The Secret Scripture), regia di Jim Sheridan (2016)
- Two Angry Men, regia di Toto Ellis (2016)
- L'uomo di neve (The Snowman), regia di Tomas Alfredson (2017)
- Emily, regia di Frances O'Connor (2022)
- Ops! È già Natale (A Sudden Case of Christmas), regia di Peter Chelsom (2024)

### Televisione
- The Quatermass Experiment, regia di Sam Miller - film TV (2005)
- Ashes to Ashes - serie TV, 8 episodi (2009)
- Delitti in Paradiso (Death in Paradise) - serie TV, episodi 1x07-1x08 (2011)
- Jo - serie TV, episodio 1x05 (2013)

## Doppiatori italiani
Nelle versioni in italiano delle opere in cui ha recitato, Adrian Dunbar è stato doppiato da:
- Teo Bellia in Mickybo & Me, Un delfino per amico
- Antonio Palumbo in Delitti in Paradiso, L'uomo di neve
- Luca Ward in Tre vedove e un delitto
- Enrico Pallini in Line of Duty
- Fabrizio Temperini in Riccardo III
- Luca Biagini in Emily
- Oreste Baldini in L'irlandese
- Angelo Maggi in Come Harry divenne un albero
- Paolo Maria Scalondro ne Il mio piede sinistro
- Mario Cordova in Scott & Bailey
- Claudio Maria Pascoli in La moglie del soldato
- Dario Oppido ne Il segreto
- Massimo De Ambrosis in Ops! È già Natale